# Восстание Монмута
Восстание Монмута в 1685 году (в просторечии «восстание с вилами») — неудачная попытка Джеймса Скотта, герцога Монмута («Якова-Скотта»), свергнуть Якова II, который стал королём Англии после смерти своего старшего брата Карла II 6 февраля 1685 года.

## Герцог Монмут

Герб Джеймса Скотта в качестве герцога Монмута.

Джеймс Скотт был незаконорожденным сыном английского короля Карла II. Существовали слухи, что монарх женился на матери Монмута Люси Уолтер, но никаких доказательств этого нет. Сам Карл своей единственной женой называл Катерину Брагансу.
14 февраля 1663 года получил от отца специально созданный титул герцога Монмута, делавший его членом Палаты Лордов, а также дочерние титулы графа Донкастера и барона Скотта из Тиндейла. В 1672 году Монмут был назначен главнокомандующим английской армией, а через шесть лет стал генерал-капитаном. В ходе третьей англо-голландской войны он командовал британской бригадой во французской армии, добившись некоторых успехов на этом поприще

## Предыстория восстания
Гражданская война в Англии вызвала у части населения недовольство монархией и наказаниями, наложенными на сторонников республики. На юго-западе Англии было несколько городов, где оставалась сильная оппозиция. Опасения перед потенциальным католическим монархом сохранялись, усиленные неспособностью Карла II и его жены произвести на свет детей. Лишенный сана англиканский священник Титус Оутс говорил о «папистском заговоре» с целью убить короля и посадить на трон его брата — герцога Йоркского. Бывший министр правительства и главный противник католицизма граф Шефтсбери Энтони Эшли-Купер попытался исключить Якова из линии преемственности. Некоторые члены парламента даже предлагали передать корону незаконнорожденному сыну Карла — герцогу Монмутскому Джеймсу Скотту. В 1679 году с принятием Билля об отводе, который исключал герцога Йоркского из линии наследования, Карл II распустил парламент. Ещё два парламента были избраны в 1680 и 1681 годах, но были распущены по той же причине.
После провала заговора Ржаного дома 1683 года по убийству Карла и Якова Монмут отправился в добровольное изгнание в Голландию, собрав сторонников в Гааге. Монмут был протестантом и в 1680 году совершил поездку по юго-западу Англии, где его дружно встретили толпы в городах Чард и Тонтон. Пока Карл II оставался на троне, Монмут довольствовался жизнью в Голландии и надеялся мирным путем взойти на престол. Воцарение Якова II и его коронация в Вестминстерском аббатстве 23 апреля 1685 г. положили конец этим надеждам.
В 1673 году Яков, герцог Йоркский, отказался принимать присягу согласно Акту о присяге. Всем стало известно, что наследник престола — католик. Тем не менее правящие круги Англии пытались отстранить его от права наследовать престол, предложив парламенту Билль об отводе. Этот законопроект, имевший как сторонников, так и противников, в итоге был отклонён королём Карлом II.
Карл II умер 6 февраля 1685 года, перед смертью он тайно принял католичество. Его смерть, однако, была для многих неожиданной, так как король незадолго до смерти чувствовал себя хорошо. Брат короля беспрепятственно занял английский трон.
Яков II не пользовался популярностью, так как был католиком, а англиканскому большинству не нравился «папистский» король.

## Заговор
Восстание Монмута готовилось в Голландии в связке с восстанием в Шотландии, задуманным Арчибальдом Кэмпбеллом, графом Аргайла, участником заговора Ржаного дома. Вероятными очагами восстания рассматривались несколько местностей Англии, где было больше всего противников действующей монархии, включающих Чешир, Ланкашир и Юго-Восток. Аргайл и Монмут вместе отплыли из Голландии, правитель которой, Вильгельм III Оранский, приходился племянником и кузеном Джеймсу Скотту и не препятствовал тому в найме солдат. Кэмпбелл высадился в Шотландии, основу его войска составили члены его собственного клана.
Важнейшим участником заговора был шотландский министр и фанатичный пресвитерианец Роберт Фергюсон, деятельно распространявший прокламации претендента и бывший его фаворитом. Ювелир и виг Томас Хейворд Дэйр из Тонтона был главным финансистом восстания. Он обладал значительным состоянием и влиянием, прежде был заключен в тюрьму во время политической кампании по выборам нового парламента и был оштрафован на огромную сумму в 5000 фунтов стерлингов за произнесение «крамольных» слов. После своего освобождения из тюрьмы он уехал в Голландию и присоединился к Монмуту.
Чтобы собрать средства на корабли и вооружение армии, Монмут заложил многое из своего имущества. Его жена Анна Скотт со своей матерью также заложили свои украшения, чтобы нанять голландский военный корабль «Гельденберг». Политический деятель Энн Смит пожертвовала претенденту 1000 фунтов стерлингов

## От высадки до Седжмура

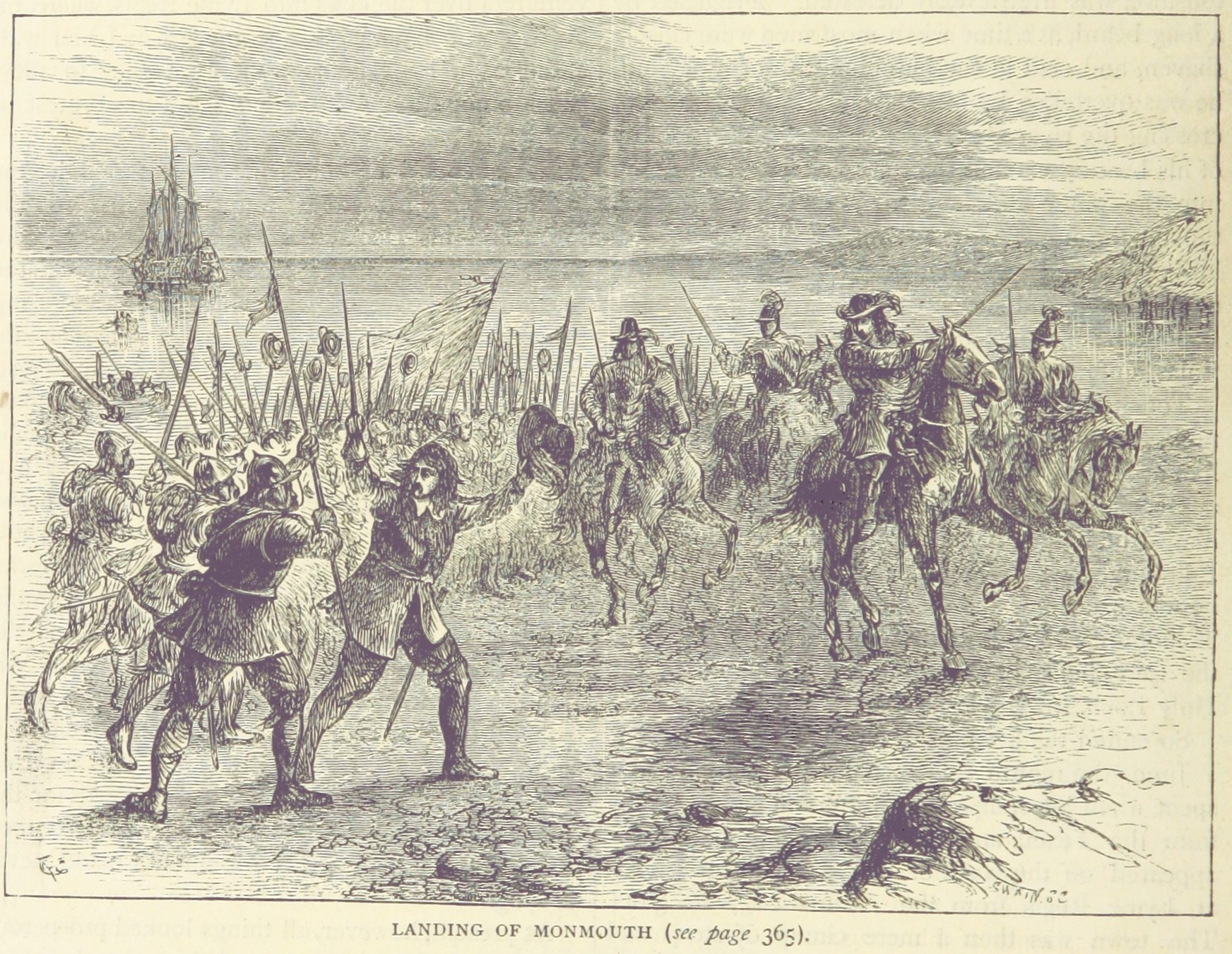
Высадка Монмута и его сторонников в Лайм-Реджис.

30 мая 1685 года Монмут отплыл в протестантскую юго-западную Англию, на трёх небольших кораблях, имея при себе четыре лёгких пушки и 1500 мушкетов. 11 июня он высадился с 82 сторонниками, включая Форда Грея, Натаниэля Уэйда и Эндрю Флетчера. К ним присоединилось около 300 человек в городе Лайм-Риджисе в графстве Дорсет, где было опубликовано созданное Фергюсоном заявление с обвинениями в адрес короля.
Король Яков ещё за десять дней до высадки получил сведения о надвигающемся заговоре и о покинувших Голландию кораблях, вскоре ему было известно и о появлении Монмута на острове. Мэр города Грегори Алфорд созвал местное верноподданническое ополчение, пока Сэмюэл Дамселл и другой таможенный офицер отправились в расположенный в 200 милях (322 км) Лондон, куда добрались 13 июня. Для борьбы с повстанцами регулярную часть королевской армии возглавил Джон Черчилль, планом кампании занимался Луис де Дюра. Чтобы собрать армию и дойти с ней из Лондона на запад, потребовалось несколько дней, поэтому первоначальная защита была возложена на местных ополченцев.

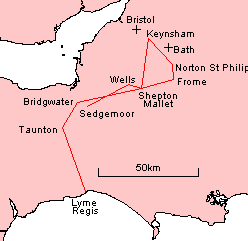
Маршрут армии Монмута.

В течение следующих нескольких дней в Лайм к Монмуту прибывали добровольцы, и к 15 июня его войско превышало 1000 человек. 13 июня Дэйр и Флетчер поспорили, кто должен ехать на одной из лучших лошадей, предоставленных местными сторонниками. Флетчер застрелил Дэйра, после чего был арестован и отправлен обратно на фрегат «Гельденберг». На следующий день 40 кавалеристов и 400 пехотинцев под командованием лорда Грея и Уэйда двинулись в соседний город Бридпорт, где они встретили 1200 верноподданнических ополченцев Дорсета. Стычка закончилась отступлением Грея и кавалерии, за которой последовал Уэйд с пехотинцами. Многие из ополченцев дезертировали и присоединились к армии Монмута. После этого герцог Альбемарль Кристофер Монк повёл роялистов из Эксетера навстречу приближавшимся к Лайм-Риджису с другой стороны силам герцога Сомерсета Чарльза Сеймура.
Монмут узнал о приближении подкрепления роялистов и ушёл со своим войском, но вместо похода на Лондон направился на север в сторону графства Сомерсет. 15 июня он сражался с ополчением в Аксминстере, захватив город до того, как ополченцы смогли объединиться. К его неорганизованному отряду присоединилось больше новобранцев, которые теперь насчитывали около 6000 человек, состоящих в основном из нонконформистов, ремесленников и сельскохозяйственных рабочих, вооруженных сельскохозяйственными орудиями (такими как вилы). Одним из известных сторонников был молодой Даниэль Дефо.
Монмут снова выступил с обвинениями в адрес короля в Чарде, и 20 июня был коронован в Тонтоне вопреки желанию некоторых из сторонников-республиканцев вроде Уэйда. Корпорация Тонтон была вынуждена стать свидетелем этого события возле гостиницы «Белый Олень», чтобы заручиться поддержкой джентри. В Тонтоне к претенденту присоединилось много новых сторонников, и он сформировал новый полк из 800 человек. Королевские силы драгунов под командованием Черчилля продолжали приближаться к Монмуту, прибыв в Чард 19 июня. С помощью местных ополченцев они пытались остановить прибывающих в Тонтон новобранцев, желавших присоединиться к Монмуту. Тем временем Февершем двинулся со своими силами в Бристоль, считая этот город следующей целью Джеймса Скотта.
Затем Монмут со своей растущей армией двинулся на север в Бриджуотер, где 21 июня поселился в одноимённом замке, Гластонбери (22 июня) и в Шептон-Маллет, прибыв в последнее место 23 июня на фоне ухудшающейся погоды Тем временем королевский флот захватил корабли претендента, лишив всякой надежды вернуться на континент. Расположенные в Чарде и Бристоле отряды роялистов Черчилля и Февершема также получили пополнение за счёт прибывших из Лондона.
24 июня армия Монмута расположилась лагерем в Пенсфорде, и небольшой отряд вступил в схватку с ополчением Глостера за контроль над позволявшим пересечь реку Эйвон Кейншем. Штаб-квартирой стало местное аббатство. Претендент намеревался атаковать Бристоль, являвшимся вторым после Лондона по размеру и значимости городом в Англии, хотя слышал о пребывании в городе герцога Бофорта Генри Сомерсета с вооружённым отрядом. В это же время прошли безрезультатные стычки с лейб-гвардией Февершема. Эти нападения создавали впечатление, что поблизости находятся гораздо более крупные силы роялистов, чем их было на самом деле. Некоторые историки предполагали, что при более быстром продвижении Монмута к защищаемому тогда лишь глостерширскими ополченцами Бристолю город можно было взять и тем самым сильно повлиять на дальнейшую судьбу восстания: взятие Бристоля обеспечивало приток всё большего числа новобранцев и делало реальным более поздний поход на Лондон.

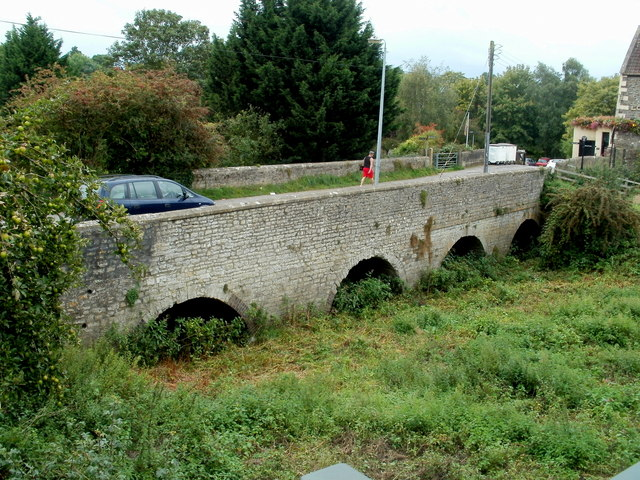
Старый кейншемский мост (фотография 2011 года), русло реки было отклонено в сторону.

26 июня Монмут двинулся в сторону Бата и, прибыв на южную сторону от него, обнаружил, что город также был занят роялистами. Он расположился лагерем на ночь в Филипс-Нортоне (ныне Нортон-Сент-Филип), где его силы были атакованы утром 27 июня укрупнёнными ведущими частями Февершема, всё ещё ожидавшими прибытия артиллерии. Единокровный брат Монмута герцог Графтон Генри Фитцрой привел с собой драгунов и 500 мушкетеров в деревню, где они были окружены повстанцами и ради спасения были вынуждены прорваться через живую изгородь. Они были спасены Черчиллем, а сам бой окончился потерями в двадцать человек для каждой стороны; однако оба противника считали своего соперника более пострадавшим.
Затем Монмут двинулся на ночь во Фрум, прибыв туда 28 июня. Моральный дух его войска упал после новостей о провале восстания в Шотландии, и оно встало во Фруме лагерем. Небольшие силы Аргайла участвовали в незначительных стычках у Гринока и Эллангрейга. Он взял замок Ардкинглас, но после разногласий с ключевыми сторонниками по поводу того, когда и где сражаться с роялистами, возглавляемыми Россом и Уильямом Клеландом, его войско сократилось и восстание потерпело поражение.
Повстанцы планировали отправиться в Уорминстер, где было много занятых в шерстяной промышленности нонконформистов, но 27 июня уилтширское ополчение двинулось из Бата в Троубридж, а 29 июня вошло в Уэстбери. Услышав, что поддерживающая его армия собралась около Бриджуотера, Монмут повернул назад через Шептон-Маллет и 1 июля прибыл в Уэлс. Его люди повредили епископский дворец и западный фасад кафедрального собора, содрав свинец с крыши для производства пуль, разбили окна, орган и мебель и на какое-то время разместили своих лошадей в нефе.

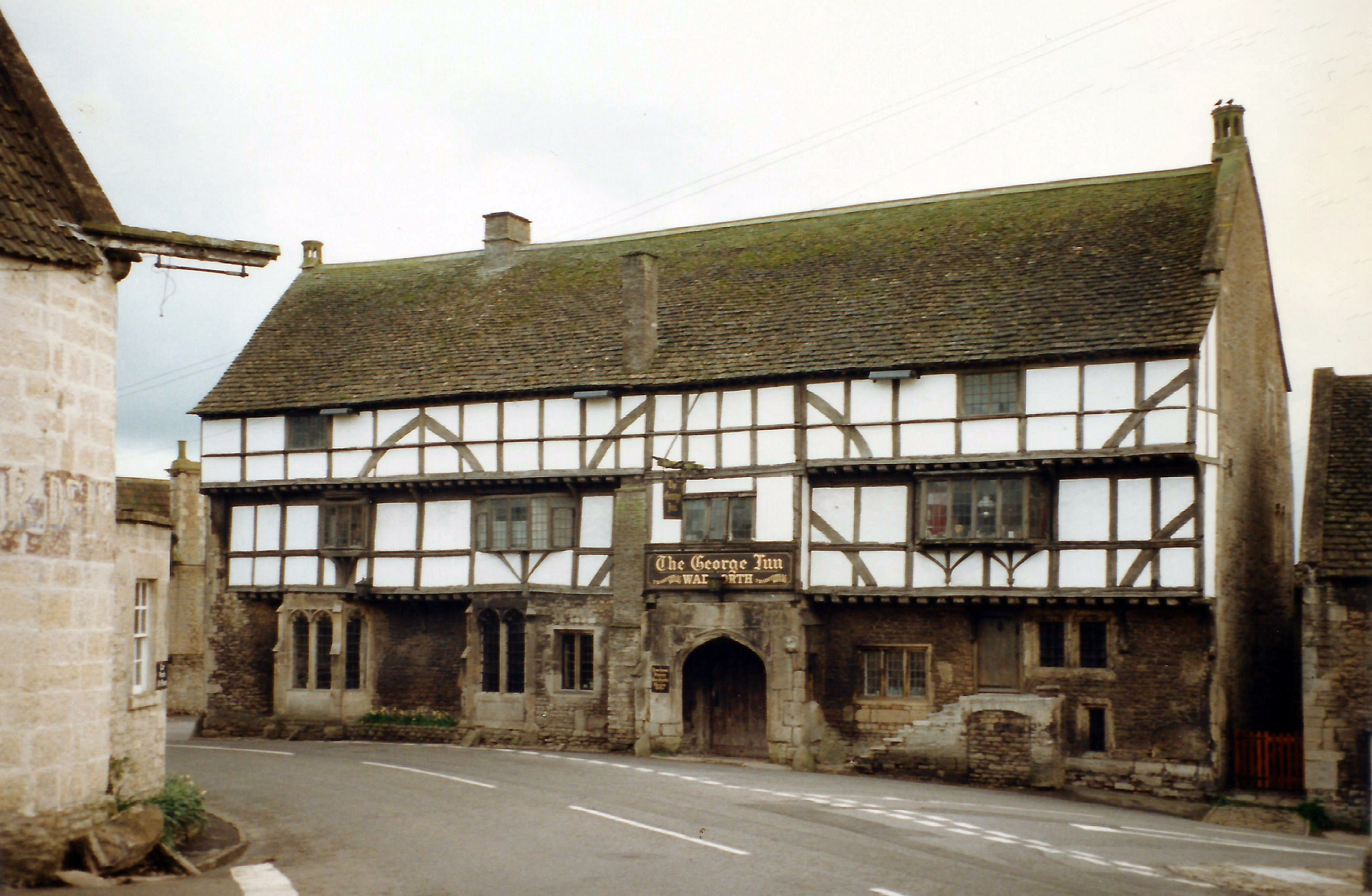
Дом, в котором Монмут пребывал в Нортон-Сент-Филип.

Февершем стремился сдерживать повстанцев на юго-западе, дожидаясь прибытия остальных сил, включая посланных Вильгельмом Оранским трёх батальонов британских наемников. Ввиду пропаганды претендента, согласно которой силы повстанцев выросли до 40 000 человек, а потери роялистов в Нортон-Сент-Филип составили 500 солдат, Февершему было приказано вступить в бой с силами Монмута. 30 июня прибыли последние части армии графа, включая его артиллерию, и в конечном итоге Монмут был отброшен через Шептон-Маллет на пойменные болота Сомерсета, где в прошлом Альфред Великий нашел убежище в своей борьбе с викингами. Оказавшись взаперти в Бриджуотере 3 июля, претендент приказал своим войскам укрепить город.

## Битва при Седжмуре
Монмут был окончательно разбит Февершемом вместе с Джоном Черчиллем 6 июля в битве при Седжмуре.
Как только войска Монмута заняли и начали укреплять Бриджуотер, он послал часть своей кавалерии забрать шесть пушек из Майнхеда. Он планировал остаться в Бриджуотере до их возвращения, а затем прорываться к Бристолю. Февершем и его армия из 500 всадников и 1500 ополченцев расположились лагерем на окраине Седжмура в деревне Вестонзойланд. Монмут мог наблюдать за ними с башни церкви Святой Марии и, возможно, более внимательно осмотрел их из церкви Святой Марии в Чедзое, прежде чем решил напасть на них.
В конце концов герцог вывел свои необученные и плохо оснащённые войска из Бриджуотера около 22:00, чтобы предпринять ночную атаку на армию короля. Ричард Годфри, слуга местного фермера, вёл их по старой бристольской дороге в сторону Бодрипа. С их ограниченной кавалерией в авангарде они повернули на юг по Брэдни-лейн и Марш-лейн и вышли на открытую пустошь, пересечённую райнами — дренажными каналами, которые в этой местности отличались значительной шириной и глубиной.

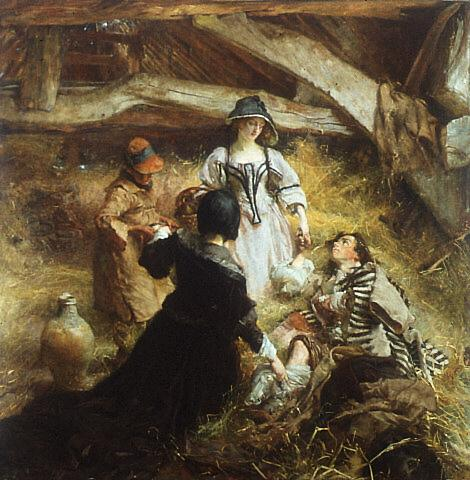
День Седжмура Эдгара Банди.

Произошла задержка при переправе через один из райнов, и первые же мятежники, оказавшиеся на его противоположной стороне, привлекли внимание патруля роялистов, который сумел доложить о происходящем командованию. Лорд Грей из Уэрка повел кавалерию повстанцев вперед, и они были встречены Королевским конным полком, который поднял по тревоге остальные силы роялистов. Благодаря превосходной подготовке регулярная армия и конница обошла с флангов и разгромила повстанцев. Неподготовленные сторонники Монмута были быстро побеждены профессиональными воеными, сотни из их числа погибли от огня пушек и мушкетов.
Число погибших повстанцев составляло от 727 до 2700 человек, в то время как роялисты потеряли 27 человек. Последние были похоронены на кладбище церкви Святой Марии Девы в Вестонзойленде, которая использовалась в качестве тюрьмы для солдат повстанцев.

## Последствия

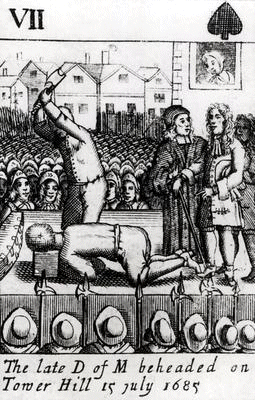
Казнь Монмута 15 июля 1685 года (по старому стилю).

Монмут бежал с поля боя, но был схвачен в канаве 8 июля (либо в Рингвуде в Нью-Форесте, либо в Хортоне в Дорсете). Парламент принял 13 июня билль об опале, приговорив Монмута к смертной казни как предателя, поэтому перед его казнью не требовалось никакого судебного разбирательства. Несмотря на мольбы о пощаде и заявления о переходе в римский католицизм, он был обезглавлен на Тауэрском холме палачом Джеком Кетчом 15 июля 1685 года. Говорят, что потребовалось несколько ударов топора, чтобы отсечь ему голову. Хотя некоторые источники утверждают, что для этого потребовалось восемь ударов, официальный сайт Лондонского Тауэра сообщает, что для этого потребовалось пять ударов, в то время как Чарльз Спенсер в своей книге «Бленхайм» утверждает, что их было семь. Герцогства Монмут и Баклю были конфискованы, но вспомогательные титулы герцогства Монмут были возвращены герцогу Баклю.
25 августа начались вошедшие в историю как Кровавые ассизы судебные процессы над сторонниками Монмута под руководством судьи Джорджа Джеффриса, в ходе которых 320 человек были приговорены к смертной казни и около 800 приговорены к отправке в Вест-Индию на 10 лет каторжных работ.
Яков II воспользовался подавлением восстания, чтобы укрепить свою власть. Он попросил парламент отменить Акт о присяге и Хабеас корпус акт, использовал свои полномочия для назначение католиков на руководящие должности и увеличил численность постоянной армии. Парламент выступал против многих из этих шагов, и 20 ноября 1685 года Яков распустил его. В 1688 году, когда рождение Джеймса Стюарта возвестило о католическом престолонаследии, Яков II был свергнут Вильгельмом Оранским по приглашению недовольного протестантского истеблишмента.

## В культуре
Восстание Монмута и события, связанные с ним, легли в основу нескольких художественных произведений. Сатира Джона Драйдена Авессалом и Ахитофель частично посвящена отождествлению библейских событий с восстанием Монмута. Восстание играет ключевую роль в романе Питера Бигла Тамсин. Исторический роман «Приключения Михея Кларка» Артура Конан-Дойля непосредственно посвящен высадке Монмута в Англии, формированию его армии, её поражению при Седжмуре и последовавшим за этим репрессиям. Несколько персонажей трилогии Нила Стивенсона «Барочный цикл», в частности Ртуть и Путаница, играют определённую роль в восстании Монмута и его последствиях.
Главный герой романа Рафаэля Сабатини «Одиссея Капитана Блада» доктор Питер Блад был осужден судьей Джеффрисом за помощь раненым мятежникам Монмута, после переезда в Карибское море он начинает пиратскую карьеру. Другой роман Сабатини «Энтони Уайлдинг» также происходит в это время, поскольку его одноимённый главный герой является сторонником Монмута. Роман Джона Мейсфилда «Мартин Хайд: Посланник герцога» рассказывает историю мальчика, который играет центральную роль в восстании Монмута. «Королевский подменыш» Джона Уитборна описывает восстание с точки зрения политика тори сэра Теофилуса Оглторпа с добавлением некоторых фантастических элементов. В историческом романе «Лорна Дун» Ричарда Д. Блэкмора 1869 года фермер Джон Ридд спасает своего шурина Тома Фаггуса с поля битвы при Седжмуре, но попадает в плен как мятежник и предстает перед судьей Джеффрисом. Другим романом, посвященным событиям восстания, был роман Уолтера Безанта «За веру и свободу».
События, произошедшие непосредственно до и после битвы при Седжмуре и приведшие к изгнанию Якова II после Славной революции, создают основу для исторического романа Роберта Нилла Лилибурлеро. Последствия восстания являются фоном для романа А. Э. В. Мейсона Ухаживание за Моррис Баклер.